# Czółna
Czółna [pronunciación en polaco: /ˈt͡ʂuu̯na/] es un pueblo ubicado en el distrito administrativo de Gmina Niedrzwica Duża, dentro del Condado de Lublin, Voivodato de Lublin, en Polonia oriental. Se encuentra aproximadamente a 6 kilómetros al noroeste de Niedrzwica Duża y a 22 kilómetros al suroeste de la capital regional Lublin.
El pueblo tiene una población aproximada de 430 habitantes.